# شون ماكولي
شون ماكولي (بالإنجليزية: Sean MacAuley)‏ هو لاعب كرة قدم بريطاني في مركز الوسط، ولد في 27 فبراير 1980 في إدنبرة في المملكة المتحدة. لعب مع نادي ستيرلينغشير الشرقية ونادي كلايد.

## وصلات خارجية
- شون ماكولي على موقع Soccerbase.com (لاعب) (الإنجليزية)